# Противопожарные разрывы
Противопожарные разрывы предназначены для предупреждения возможности распространения пожара на соседние здания и сооружения до момента введения сил и средств на тушение пожара и защиту смежных объектов, а также для успешного маневрирования пожарной техники. Таким образом, разрывы между зданиями и сооружениями можно рассматривать как один из видов противопожарных преград. Безопасное расстояние между зданиями, предотвращающее распространения огня на соседние здания, зависит от степени огнестойкости здания I,II,III,IV,V.